# Fredagsbøn
Fredagsbøn, egentlig Jumu'ah (arabisk: جمعة), betegner indenfor islam den fælles bøn, der foregår i moskéen fredag over middag efter imamen har holdt sin tale. Ofte opfattes det som en pligt for voksne mænd at deltage, mens det for kvinder er frivilligt.
Fredagsbønnen adskiller sig fra de øvrige middagsbønner på ugens øvrige dage ved at imamen holder tale inden. Indholdet i denne tale varierer, men det er i hovedreglen problemer af fælles interesse.